# Andrena iliaca
Andrena iliaca är en biart som beskrevs av Warncke 1969. Andrena iliaca ingår i släktet sandbin, och familjen grävbin. Inga underarter finns listade i Catalogue of Life.